# 八城政基

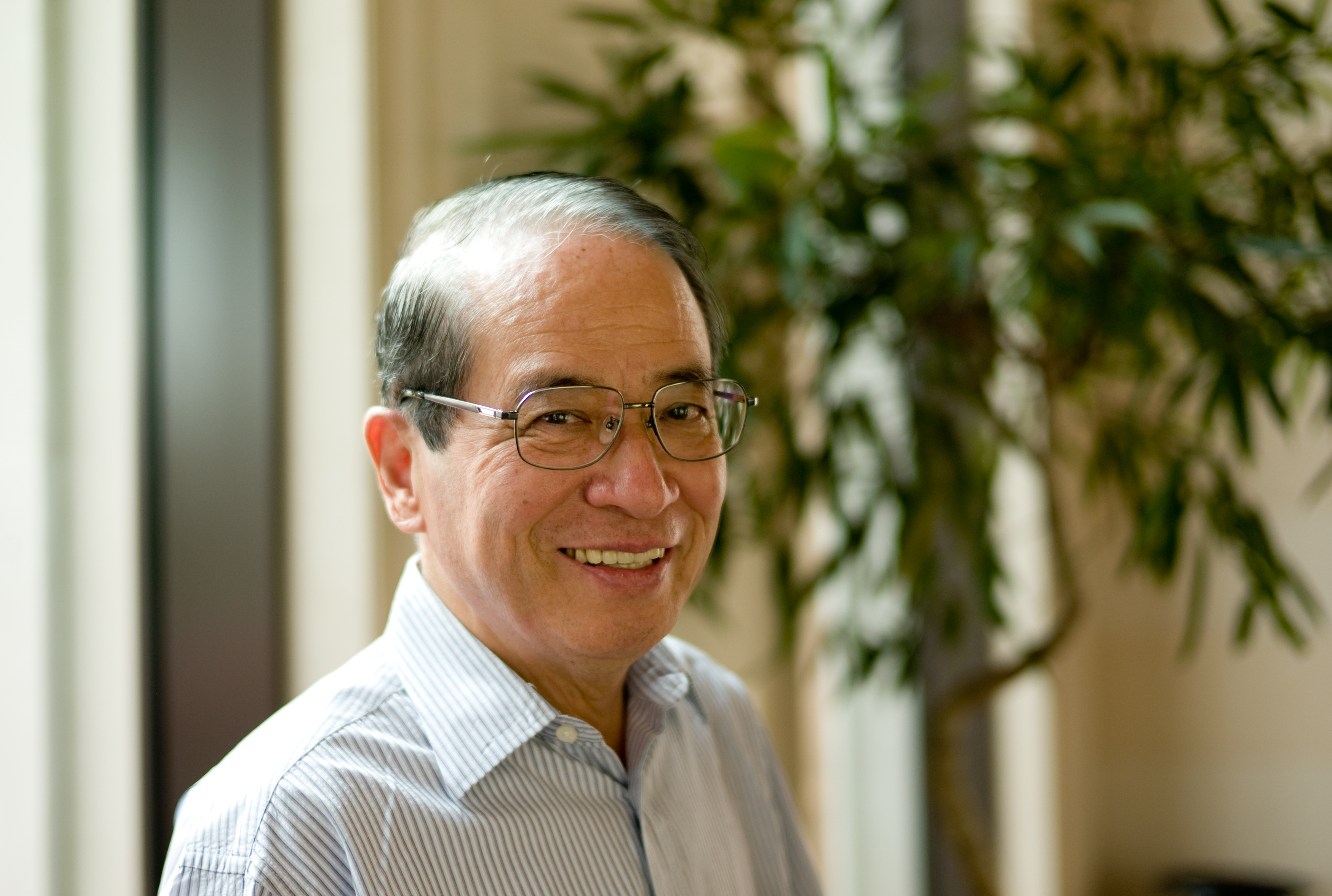
八城政基

八城 政基（やしろ まさもと、1929年〈昭和4年〉2月14日 - ）は、日本の実業家。元新生銀行取締役会長。

## 人物
破綻した日本長期信用銀行を立て直すため、2000年（平成12年）に新生銀行の会長兼社長として招聘された。
従前の長銀は法人向けのホールセールが中心であったが、普通銀行に転換した上でリテール攻略に大きく舵を切り、2004年（平成16年）2月には株式の再上場を果たした。
その一方で、瑕疵担保条項の積極的行使や、再上場の際に発生した上場益の扱いをめぐっての課税不能が大きな批判を受けた。

## 略歴
- 1929年（昭和4年） - 東京府東京市品川区大井（現・東京都品川区）に八城基弘・ふみの子として生まれる
- 1947年（昭和22年） - 都立第一中学校卒
- 1950年（昭和25年） - 第三高等学校卒
- 1954年（昭和29年） - 京都大学法学部卒。東京大学大学院入学
- 1958年（昭和33年） - スタンダード・ヴァキューム・オイル（スタンバック）日本支社入社
- 1964年（昭和39年） - エッソ石油株式会社（のちエクソンモービル有限会社→EMGマーケティング合同会社→東燃ゼネラル石油株式会社→JXTGエネルギー株式会社。現・ENEOS株式会社）取締役
- 1965年（昭和40年） - 同社取締役副社長
- 1965年（昭和40年） - スタンダード・オイル・ニュージャージー（のちエクソン→エクソンモービル）取締役会長特別補佐
- 1974年（昭和49年） - エッソ石油株式会社取締役社長
- 1979年（昭和54年） - エッソ・イースタン社取締役筆頭副社長
- 1986年（昭和61年） - エッソ石油株式会社取締役社長
- 1989年（平成元年） - シティバンク・エヌ・エイ在日代表
- 1992年（平成4年） - シティコープ/シティバンク・エヌ・エイ エグゼクティブ バイス プレジデント兼在日代表
- 1997年（平成9年） - シティコープ ジャパン会長（非常勤）
- 1999年（平成11年） - ニュー・LTCB・パートナーズ・C.V.代表
- 2000年（平成12年） - 新生銀行代表取締役会長兼社長執行役員
- 2004年（平成16年） - 同取締役兼代表執行役会長兼社長
- 2004年（平成16年） - 中国銀行業監督管理委員会国際顧問委員会委員
- 2004年（平成16年） - 中国建設銀行社外取締役
- 2005年（平成17年） - 新生銀行取締役会長
- 2006年（平成18年） - 同シニアアドバイザー
- 2008年（平成20年） - 同取締役会長
- 2008年（平成20年） - 同取締役会長 代表執行役社長[2]
- 2010年（平成22年） - 退任[3]